# 中国中央电视台主播列表
中国中央电视台主播列表介绍中国中央电视台建台以来主持人、播音员的任职情况。
以下所列主持人、播音员与配音员主要按照中央广播电视总台当前机构设置分类。所列的“所属频道”不包括并机直播或跨频道重播时所在的频道。

## 现任主播

### 新闻中心
| 主播                  | 性别 | 主持节目                                                                 | 入职时间     | 所属频道            |
| --------------------- | ---- | ------------------------------------------------------------------------ | ------------ | ------------------- |
| 王宁（女）            | 女   | 《东方时空》《24小时》《面对面》《新闻1+1》                              | 2012年       | 新闻频道            |
| 李梓萌                | 女   | 《新闻联播》《新闻直播间》《晚间新闻》《世界周刊》                       | 2000年       | 综合频道 新闻频道   |
| 郭志坚                | 男   | 《世界周刊》《新闻直播间》                                               | 1998年       | 综合频道 新闻频道   |
| 康辉                  | 男   | 《新闻联播》《晚间新闻》《世界周刊》                                     | 1992年       | 综合频道 新闻频道   |
| 李文静                | 女   | 《新闻30分》《共同关注》                                                 | ？年         | 综合频道 新闻频道   |
| 陈家传（长啸）        | 男   | 《新闻30分》《法治在线》                                                 | ？年         | 综合频道 新闻频道   |
| 胡蝶                  | 女   | 《新闻30分》《新闻直播间》《法治在线》                                   | 2009年       | 综合频道 新闻频道   |
| 郑天亮                | 女   | 《新闻30分》《新闻直播间》《法治在线》                                   | ？年         | 综合频道 新闻频道   |
| 章伟秋                | 女   | 《法治在线》《每周质量报告》《新闻直播间》                               | 1994年       | 新闻频道            |
| 贺红梅                | 女   | 《新闻30分》                                                             | 1989年       | 综合频道 新闻频道   |
| 崔志刚                | 男   | 《新闻30分》《法治在线》《每周质量报告》                                 | ？年         | 综合频道 新闻频道   |
| 经蓓                  | 女   | 《法治在线》《国际时讯》                                                 | ？年         | 新闻频道            |
| 欧阳夏丹              | 女   | 《新闻联播》《新闻直播间》                                               | 2003年       | 综合频道 新闻频道   |
| 张璐                  | 女   | 《新闻直播间》                                                           | ？年         | 新闻频道            |
| 侯丰                  | 男   | 《焦点访谈》《24小时》                                                   | ？年         | 综合频道 新闻频道   |
| 董倩                  | 女   | 《新闻1+1》《面对面》                                                    | ？年         | 新闻频道            |
| 白岩松                | 男   | 《新闻1+1》《新闻周刊》                                                  | 1993年       | 新闻频道            |
| 水均益                | 男   | 《环球视线》《世界周刊》                                                 | ？年         | 新闻频道            |
| 祝思凝（紫凝）        | 女   | 《新闻直播间》                                                           | 2001年       | 新闻频道            |
| 柴璐                  | 女   | 《东方时空》《24小时》《新闻调查》《新闻1+1》                            | ？年         | 新闻频道            |
| 劳春燕                | 女   | 《焦点访谈》《东方时空》《军情时间到》                                   | ？年         | 综合频道 新闻频道   |
| 朱广权                | 男   | 《共同关注》                                                             | 2003年       | 新闻频道            |
| 周阿丽（周丽）        | 女   | 《新闻直播间》                                                           | ？年         | 新闻频道            |
| 梁艳                  | 女   | 《新闻直播间》《新闻30分》《法治在线》                                   | ？年         | 综合频道 新闻频道   |
| 余恩慧（耿萨）        | 女   | 《新闻直播间》                                                           | ？年         | 新闻频道            |
| 严信                  | 男   | 《新闻30分》《新闻联播》《新闻直播间》《法治在线》                       | 2010年       | 综合频道 新闻频道   |
| 郝红梅（和佳）        | 女   | 《共同关注》《新闻直播间》                                               | ？年         | 新闻频道            |
| 宝晓峰                | 女   | 《共同关注》《新闻联播》《新闻直播间》《晚间新闻》                       | 2001年       | 综合频道 新闻频道   |
| 孙宝印                | 男   | 《新闻调查》                                                             | ？年         | 新闻频道            |
| 古兵                  | 男   | 《新闻调查》                                                             | ？年         | 新闻频道            |
| 郑丽                  | 女   | 《新闻联播》《新闻直播间》《晚间新闻》                                   | 2002年       | 综合频道 新闻频道   |
| 刚强                  | 男   | 《新闻联播》《新闻直播间》                                               | 2000年       | 综合频道 新闻频道   |
| 王言                  | 男   | 《朝闻天下》《新闻直播间》《24小时》《每周质量报告》                     | 2012年       | 综合频道 新闻频道   |
| 张韬                  | 男   | 《午夜新闻》《朝闻天下》《新闻直播间》《24小时》                         | 2017年       | 新闻频道            |
| 何岩柯（何贇）        | 男   | 《环球视线》《新闻30分》《新闻直播间》《法治在线》                       | 2012年       | 综合频道 新闻频道   |
| 张仲鲁                | 男   | 《朝闻天下》《新闻直播间》《24小时》《每周质量报告》《晚间新闻》         | 2012年       | 综合频道 新闻频道   |
| 苗凯                  | 男   | 《朝闻天下》《新闻直播间》《24小时》《每周质量报告》                     | 2012年       | 综合频道 新闻频道   |
| 徐卓阳                | 男   | 《24小时》                                                               | 2012年       | 新闻频道            |
| 王音棋                | 女   | 《新闻直播间》《24小时》《新闻联播》                                     | 2013年       | 综合频道 新闻频道   |
| 张晓楠                | 女   | 《新闻调查》《24小时》                                                   | 2015年       | 新闻频道            |
| 王晓清                | 男   | 《新闻调查》                                                             | ？年         | 新闻频道            |
| 潘涛                  | 男   | 《新闻直播间》《晚间新闻》《新闻联播》《法治在线》                       | 2016年2月1日 | 综合频道 新闻频道   |
| 沙晨                  | 男   | 《24小时》《东方时空》                                                   | ？年         | 新闻频道            |
| 王春潇                | 女   | 《24小时》                                                               | 2018年12月   | 新闻频道            |
| 黃峰                  | 男   | 《新闻直播间》《国际时讯》《24小时》                                     | ？年         | 新闻频道            |
| 李曈曈                | 女   | 《环球视线》                                                             | ？年         | 新闻频道            |
| 商亮                  | 男   | 《朝闻天下》《午夜新闻》《新闻直播间》《生活提示》《24小时》《法治在线》 | 2016年       | 综合频道 新闻频道   |
| 郑子可                | 女   | 《朝闻天下》《新闻直播间》《24小时》《法治在线》                         | 2016年       | 综合频道 新闻频道   |
| 陈怡博                | 男   | 《午夜新闻》《朝闻天下》《新闻直播间》《法治在线》                       | 2018年       | 新闻频道            |
| 王诗杨                | 女   | 《午夜新闻》《新闻直播间》《法治在线》                                   | 2016年       | 新闻频道            |
| 王誉博                | 男   | 《午夜新闻》《新闻直播间》                                               | 2020年       | 新闻频道            |
| 鄒韻                  | 女   | 《环球视线》《24小时》                                                   | 2021年       | 新闻频道 CGTN主频道 |
| 徐雪雷 （实习播音员） | 男   | 《新闻直播间》                                                           | 2018年       | 新闻频道            |
| 张安琪                | 女   | 《朝闻天下》《新闻直播间》《午夜新闻》                                   | 2016年       | 新闻频道            |
| 果欣禹                | 女   | 《朝闻天下》《新闻直播间》                                               | 2021年       | 新闻频道            |
| 刘妙然                | 女   | 《朝闻天下》《新闻直播间》                                               | 2021年       | 新闻频道            |
| 王宇彤                | 女   | 《新闻直播间》《朝聞天下》                                               | 2021年       | 新闻频道            |
| 白岩 （实习播音员）   | 男   | 《新闻直播间》                                                           | 2016年       | 新闻频道            |
| 申宇轩 （实习播音员） | 男   | 《新闻直播间》                                                           | 2017年       | 新闻频道            |
| 董泽宇 （实习播音员） | 男   | 《新闻直播间》                                                           | 2017年       | 新闻频道            |
| 周宇迪 （实习播音员） | 男   | 《新闻直播间》                                                           | 2017年       | 新闻频道            |
| 宋贺 （实习播音员）   | 男   | 《新闻直播间》                                                           | 2017年       | 新闻频道            |
| 赵宇昕 （实习播音员） | 女   | 《新闻直播间》                                                           | 2020年       | 新闻频道            |
| 迟茜 （实习播音员）   | 女   | 《新闻直播间》                                                           | 2021年       | 新闻频道            |
| 彭坤                  | 女   | 《晚间新闻》                                                             | ？年         | 综合频道            |

### 央视综合频道
| 主播   | 性别 | 主持节目                                                                                     | 入职时间 | 所属频道          |
| ------ | ---- | -------------------------------------------------------------------------------------------- | -------- | ----------------- |
| 撒贝宁 | 男   | 《今日说法》《我们有一套》《开讲啦》《挑战不可能》《加油！向未来》《首席夜话》《经典咏流传》 | ？年     | 综合频道 综艺频道 |
| 舒冬   | 男   | 《状元360》《旗鼓相当》《等着我》《生活圈》《人口》                                          | ？年     | 综合频道 综艺频道 |
| 李曉東 | 男   | 《今日说法》《人口》                                                                         | ？年     | 综合频道          |
| 王嘉宁 | 女   | 《今日说法》《典籍里的中国》                                                                 | 2021年   | 综合频道          |
| 冯硕   | 男   | 《今日说法》                                                                                 | 2021年   | 综合频道          |
| 张舒越 | 女   | 《正大综艺》                                                                                 | 2021年   | 综合频道          |
| 龙洋   | 女   | 《中国诗词大会》《中国书法大会》《非遗里的中国》《简牍探中华》《中国中医药大会》             | 2015年   | 综合频道          |

### 财经节目中心
| 主播           | 性别 | 主持节目                                                     | 入职时间 | 所属频道 |
| -------------- | ---- | ------------------------------------------------------------ | -------- | -------- |
| 陈蓓蓓（陈蓓） | 女   | 《第一时间》《正點財經》                                     | ？年     | 财经频道 |
| 秦方           | 女   | 《天下財經》                                                 | ？年     | 财经频道 |
| 靳强           | 男   | 《经济信息联播》《天下財經》《第一时间》《正點財經》《對話》 | ？年     | 财经频道 |
| 周運           | 男   | 《天下財經》《第一时间》《央視財經評論》《正點財經》         | 2014年   | 财经频道 |
| 張靜           | 女   | 《第一时间》《天下財經》《正點財經》《職場健康課》           | ？年     | 财经频道 |
| 高博           | 男   | 《欢乐大猜想》                                               | ？年     | 财经频道 |
| 郭若天         | 女   | 《第一时间》《中国国宝大会》                                 | 2020年   | 财经频道 |
| 孟湛東         | 男   | 《第一时间》《正點財經》《经济信息联播》《财经调查》         | 2018年   | 财经频道 |
| 宋鵬飛         | 男   | 《第一时间》                                                 | ？年     | 财经频道 |
| 劉仲萌         | 男   | 《第一时间》《职场健康课》                                   | 2021年   | 财经频道 |
| 白影           | 女   | 《第一时间》《正點財經》                                     | 2021年   | 财经频道 |
| 任轶男         | 女   | 《职场健康课》                                               | ？年     | 财经频道 |
| 章艷           | 女   | 《经济信息联播》《天下財經》《正點財經》                     | 2009年   | 财经频道 |
| 謝穎穎         | 女   | 《经济信息联播》《一槌定音》                                 | ？年     | 财经频道 |
| 史小諾         | 女   | 《遇见大咖》                                                 | 2002年   | 财经频道 |
| 馬洪濤         | 男   | 《经济信息联播》《經濟半小時》                               | 2001年   | 财经频道 |
| 姚雪松         | 男   | 《经济信息联播》《天下財經》《正點財經》                     | ？年     | 财经频道 |
| 陳偉鴻         | 男   | 《對話》                                                     | 2000年   | 财经频道 |
| 朱軼           | 男   | 《一槌定音》                                                 | ？年     | 财经频道 |
| 李雨霏（李楠） | 女   | 《經濟半小時》《正點財經》《職場健康課》                     | ？年     | 财经频道 |
| 張琳           | 女   | 《央視財經評論》                                             | ？年     | 财经频道 |
| 嚴曉寧         | 女   | 《正點財經》                                                 | ？年     | 财经频道 |
| 劉雨哲         | 女   | 《第一时间》《正點財經》                                     | 2020年   | 财经频道 |
| 計渝           | 男   | 《正點財經》                                                 | ？年     | 财经频道 |
| 姚振山         | 男   | 《正點財經》                                                 | ？年     | 财经频道 |
| 廖海同         | 女   | 《经济信息联播》《正點財經》                                 | 2022年   | 财经频道 |
| 梁婧           | 女   | 《财经调查》                                                 | ？年     | 财经频道 |

### 文艺节目中心
| 主播     | 性别 | 主持节目                     | 入职时间 | 所属频道       |
| -------- | ---- | ---------------------------- | -------- | -------------- |
| 杨帆     | 男   | 《越战越勇》                 | ？年     | 综艺频道       |
| 李佳明   | 男   | 《艺览天下》                 | ？年     | 综艺频道       |
| 尼格买提 | 男   | 《开门大吉》《你好生活》     | 2006年   | 综艺频道       |
| 朱迅     | 女   | 《星光大道》《我的艺术清单》 | ？年     | 综艺频道       |
| 马跃     | 男   |                              | ？年     | 综艺频道       |
| 宫岩     | 男   | 《艺览天下》《綜藝喜樂匯》   | ？年     | 综艺频道       |
| 管彤     | 女   | 《非常6+1》                  | 1997年   | 综艺频道       |
| 马凡舒   | 女   | 《绽放吧！妈妈》             | 2014年   | 综艺频道       |
| 严尚嘉   | 女   | 《开门大吉》《中国文艺报道》 | 2023年   | 综艺频道       |
| 侯雪雍   | 女   | 《非常6+1》                  | 2024年   | 综艺频道       |
| 刘心悦   | 女   | 《向幸福出发》《綜藝喜樂匯》 | 2024年   | 综艺频道       |
| 高浩森   | 男   | 《星光大道》                 | 2024年   | 综艺频道       |
| 蘇眉文   | 女   | 《中国文艺报道》             | 2024年   | 综艺频道       |
| 任鲁豫   | 男   | 《全球中文音乐榜上榜》       | 2002年   | 戏曲和音乐频道 |
| 張宇     | 女   | 《全球中文音乐榜上榜》       | ？年     | 戏曲和音乐频道 |
| 孙小梅   | 女   | 《音乐人生》《音乐公开课》   | ？年     | 戏曲和音乐频道 |

### 华语环球节目中心
| 主播         | 性别 | 主持节目                                                       | 入职时间 | 所属频道     |
| ------------ | ---- | -------------------------------------------------------------- | -------- | ------------ |
| 徐俐         | 女   | 《今日關注》                                                   | 1992年   | 中文國際頻道 |
| 鲁健         | 男   | 《今日關注》《中国舆论场》《鲁健访谈》                         | 2001年   | 中文國際頻道 |
| 刘静（梦桐） | 女   | 《中國新聞》《海峽兩岸》                                       | 1997年   | 中文國際頻道 |
| 王端端       | 女   | 《中國新聞》《海峽兩岸》《今日關注》《中国舆论场》             | 2003年   | 中文國際頻道 |
| 宋一平       | 女   | 《中國新聞》                                                   | 1997年   | 中文國際頻道 |
| 王洲         | 男   | 《中國新聞》《今日環球》《今日關注》《華人世界》《中国舆论场》 | ？年     | 中文國際頻道 |
| 刘阳         | 男   | 《中國新聞》《今日環球》《今日亞洲》                           | ？年     | 中文國際頻道 |
| 周瑛鋒       | 女   | 《中國新聞》《今日環球》《深度國際》                           | 2007年   | 中文國際頻道 |
| 吴鹏         | 男   | 《中國新聞》《今日環球》《今日亞洲》《深度國際》               | ？年     | 中文國際頻道 |
| 纪萌         | 女   | 《中國新聞》《今日環球》                                       | 2001年   | 中文國際頻道 |
| 栗娜         | 女   | 《中國新聞》《今日環球》《中国舆论场》                         | 2005年   | 中文國際頻道 |
| 董丽萍       | 女   | 《中國新聞》《今日環球》《中国舆论场》《海峽兩岸》             | ？年     | 中文國際頻道 |
| 胡悦鑫       | 男   | 《中國新聞》《今日環球》《今日亞洲》                           | 2011年   | 中文國際頻道 |
| 吕小骏       | 女   | 《中國新聞》《今日環球》                                       | ？年     | 中文國際頻道 |
| 卢智         | 男   | 《中國新聞》《今日環球》《今日亞洲》                           | ？年     | 中文國際頻道 |
| 興愷晨       | 男   | 《中國新聞》                                                   | 2020年   | 中文國際頻道 |
| 何志凌       | 男   | 《中國新聞》                                                   | 2020年   | 中文國際頻道 |
| 路博         | 女   | 《中國新聞》《今日環球》                                       | ？年     | 中文國際頻道 |
| 杨璐         | 女   | 《中國新聞》《今日環球》                                       | ？年     | 中文國際頻道 |
| 余露莹       | 女   | 《中國新聞》《今日環球》                                       | ？年     | 中文國際頻道 |
| 劉顥玥       | 女   | 《中國新聞》                                                   | 2020年   | 中文國際頻道 |
| 田靖华       | 男   | 《中國新聞》《今日環球》                                       | 2021年   | 中文國際頻道 |
| 崔爽         | 女   | 《中國新聞》《今日環球》                                       | 2021年   | 中文國際頻道 |
| 李红         | 女   | 《海峽兩岸》                                                   | 2003年   | 中文國際頻道 |
| 桑晨         | 女   | 《海峽兩岸》                                                   | 1997年   | 中文國際頻道 |
| 栗忠民       | 男   | 《深度國際》                                                   | ？年     | 中文国际频道 |

### 中国环球电视网
| 主播        | 性别 | 主持节目                 | 入职时间 | 所属频道     |
| ----------- | ---- | ------------------------ | -------- | ------------ |
| 王茫茫      | 女   | ？                       | ？年     | CGTN主频道   |
| 李東寧      | 女   | 《环球瞭望》《周末聚焦》 | 1995年   | CGTN主频道   |
| 李庆庆      | 女   | ？                       | ？年     | CGTN欧洲分台 |
| 刘欣        | 女   | ？                       | ？年     | CGTN主频道   |
| 潘登        | 男   | 《环球瞭望》             | ？年     | CGTN主频道   |
| 焦阳        | 女   | 《环球瞭望》《周末聚焦》 | ？年     | CGTN主频道   |
| 王冠        | 男   | 《环球瞭望》             | ？年     | CGTN主频道   |
| 乔纳森·贝茨 | 男   | 《环球瞭望》             | ？年     | CGTN主频道   |
| 侯娜        | 女   | 《环球瞭望》《周末聚焦》 | ？年     | CGTN主频道   |
| 李秋媛      | 女   | 《周末聚焦》             | ？年     | CGTN主频道   |

### 农业农村节目中心
| 主播   | 性别 | 主持节目                 | 入职时间 | 所属频道     |
| ------ | ---- | ------------------------ | -------- | ------------ |
| 郭嘉宁 | 男   | 《中国三农报道》         | 2021年   | 农业农村频道 |
| 孟语凡 | 女   | 《中国三农报道》         | 2021年   | 农业农村频道 |
| 李七月 | 女   | 《大地讲堂》《我爱发明》 | ？年     | 农业农村频道 |

### 军事节目中心
| 主播   | 性别 | 主持节目         | 入职时间 | 所属频道     |
| ------ | ---- | ---------------- | -------- | ------------ |
| 纪懋雷 | 女   | 《正午国防军事》 | 2017年   | 国防军事频道 |
| 张楚雪 | 女   | 《正午国防军事》 | 2017年   | 国防军事频道 |

### 体育青少节目中心
| 主播             | 性别 | 主持节目                                         | 入职时间 | 所属频道          |
| ---------------- | ---- | ------------------------------------------------ | -------- | ----------------- |
| 程雨涵           | 女   | 《体坛快讯》《体育新闻》《体育世界》             | ？年     | 体育频道          |
| 崔骁             | 男   | 《体育世界》                                     | ？年     | 体育频道          |
| 崔征             | 男   | 《体育新闻》《体育世界》《體壇晨報》             | ？年     | 体育频道          |
| 郭强             | 男   | 《体育新闻》《体育世界》《體壇晨報》             | ？年     | 体育频道          |
| 贺炜             | 男   | 《足球之夜》《冠军欧洲》                         | ？年     | 体育频道          |
| 黄彬原           | 男   | 《体坛快讯》《体育新闻》《体育世界》《體壇晨報》 | ？年     | 体育频道          |
| 冷天爱           | 女   | 《体坛快讯》《體壇晨報》                         | 2020年   | 体育频道          |
| 李蕊             | 女   | 《体坛快讯》《体育新闻》《体育世界》《天下足球》 | ？年     | 体育频道          |
| 梁毅苗           | 女   | 《体坛快讯》《体育新闻》                         | 1998年   | 体育频道          |
| 刘柏伶           | 女   | 《体坛快讯》《体育新闻》《体育世界》《篮球公园》 | ？年     | 体育频道          |
| 刘嘉远           | 男   | 《足球之夜》                                     | ？年     | 体育频道          |
| 刘星宇           | 男   | 《篮球公园》                                     | ？年     | 体育频道          |
| 沙桐             | 男   | 《体育新闻》                                     | ？年     | 体育频道          |
| 邵圣懿           | 男   | 《天下足球》                                     | ？年     | 体育频道          |
| 施丹             | 女   | 《体坛快讯》《体育新闻》                         | ？年     | 体育频道          |
| 孙燕             | 女   | 《体坛快讯》《体育新闻》                         | ？年     | 体育频道          |
| 王江             | 男   | 《体育新闻》                                     | ？年     | 体育频道          |
| 魏晓南           | 女   | 《体育新闻》                                     | ？年     | 体育频道          |
| 翁晓萌           | 女   | 《体坛快讯》                                     | ？年     | 体育频道          |
| 杨一             | 女   | 《体坛快讯》                                     | ？年     | 体育频道          |
| 尤宁             | 男   | 《体坛快讯》《体育新闻》《体育世界》             | ？年     | 体育频道          |
| 袁文栋           | 男   | 《体坛快讯》《体育新闻》《体育世界》             | ？年     | 体育频道          |
| 曾侃             | 男   | 《足球之夜》                                     | ？年     | 体育频道          |
| 朱晓琳           | 女   | 《体育新闻》                                     | 2001年   | 体育频道          |
| 朱晓雨           | 男   | 《足球之夜》《天下足球》                         | ？年     | 体育频道          |
| 赵思衡           | 男   | 《冠军欧洲》                                     | ？年     | 体育频道          |
| 甄诚             | 男   | 《足球盛宴》                                     | ？年     | 体育频道          |
| 王子涵           | 女   | 《體壇晨報》                                     | 2024年   | 体育频道          |
| 程河源           | 男   | 《體壇晨報》                                     | 2024年   | 体育频道          |
| 張玉潔           | 女   | 《體壇晨報》                                     | 2024年   | 体育频道          |
| 王中秀           | 男   | 《體壇晨報》                                     | 2024年   | 体育频道          |
| 蔡云咏           | 女   | 《天下足球》《足球盛宴》                         | 2024年   | 体育频道 少儿频道 |
| 王淏（月亮姐姐） | 女   |                                                  | 1998年   | 少儿频道 综艺频道 |
| 陈苏（红果果）   | 女   | 《小小智慧树》                                   | 2003年   | 少儿频道          |
| 耿晨晨（绿泡泡） | 男   | 《小小智慧树》                                   | 2003年   | 少儿频道          |
| 霍小雷（毛毛虫） | 男   |                                                  | ？年     | 少儿频道          |
| 郏捷（小鹿姐姐） | 女   |                                                  | 1994年   | 少儿频道          |

## 前任主播
| 主播             | 性别 | 离职（调职）事由与去向                                                               | 原主持节目                                 | 最后出镜时间   | 原所属频道              |
| ---------------- | ---- | ------------------------------------------------------------------------------------ | ------------------------------------------ | -------------- | ----------------------- |
| 张宏民           | 男   | 退居幕后，现为央视播音员主持人业务指导委员会成员                                     | 《新闻联播》                               | 2014年4月13日  | 新闻频道                |
| 李瑞英           | 女   | 退居幕后，现为央视播音员主持人业务指导委员会成员                                     | 《新闻联播》                               | 2014年4月27日  | 新闻频道                |
| 李修平           | 女   | 退居幕后，现为央视播音员主持人业务指导委员会成员                                     | 《新闻联播》                               | 2015年3月5日   | 新闻频道                |
| 邢质斌           | 女   | 退休                                                                                 | 《新闻联播》                               | 2009年6月16日  | 新闻频道                |
| 敬一丹           | 女   | 退休，但仍出镜综合频道部分特别节目如《感动中国》                                     | 《焦点访谈》                               | 2015年4月30日  | 综合频道 新闻频道       |
| 罗京             | 男   | 因淋巴癌于2009年6月5日逝世，终年48岁                                                 | 《新闻联播》                               | 2008年8月31日  | 新闻频道                |
| 郎永淳           | 男   | 辞职，现为找钢网高级副总裁                                                           | 《新闻联播》《新闻直播间》                 | 2015年9月2日   | 新闻频道                |
| 李小萌           | 女   | 辞职，现为家庭主妇                                                                   | 《东方时空》                               | 2015年7月19日  | 新闻频道                |
| 张泉灵           | 女   | 辞职，后加入傅盛战队                                                                 | 《东方时空》                               | 2015年7月5日   | 新闻频道                |
| 邱启明           | 男   | 辞职，先后转投HBS及oneTV等，现因卷入高虎事件而被判缓刑                               | 《24小时》                                 | 2012年         | 新闻频道                |
| 柴静             | 女   | 调入CCTV-1，现已辞职                                                                 | 《24小时》                                 | ？年           | 新闻频道                |
| 曾侃             | 男   | 调入杭州电视台，后调入CCTV-5                                                         | 《新闻直播间》                             | ？年           | 新闻频道                |
| 王尹麒           | 男   | 未通过出镜考核的实习播音员，后转投中央人民广播电台                                   | 《新闻直播间》                             | 2016年         | 新闻频道                |
| 王宇             | 男   | 未通过出镜考核的实习播音员，后转投中央人民广播电台                                   | 《新闻直播间》                             | 2018年         | 新闻频道                |
| 王新宇           | 男   | 未通过出镜考核的实习播音员，后转投中央人民广播电台                                   | 《新闻直播间》                             | 2018年         | 新闻频道                |
| 郭鹏             | 男   | 未通过出镜考核的实习播音员，后转投中央人民广播电台                                   | 《新闻直播间》                             | 2018年         | 新闻频道                |
| 刘天伊           | 女   | 辞职                                                                                 | 《体育晨报》                               | 2023年         | 体育频道                |
| 孙超峰           | 男   | 未通过出镜考核的实习播音员，转投RBC，后随着RBC与北京电视台整合为北京广播电视台而进入 | 《新闻直播间》                             | 2013年         | 新闻频道                |
| 慕林杉           | 女   | 辞职，现从事公益                                                                     | 《共同关注》                               | 2015年         | 新闻频道                |
| 王宁             | 男   | 退休                                                                                 | 《新闻联播》                               | 2017年2月      | 新闻频道                |
| 颜倩             | 女   | 转投幕后，现仍担任新闻片配音                                                         | 《新闻30分》                               | 2009年7月30日  | 新闻频道                |
| 胥午梅           | 女   | 因病淡出荧屏，现仍担任新闻片配音                                                     | 《新闻30分》                               | ？年           | 新闻频道                |
| 王志             | 男   | 调入陕西广播电视台                                                                   | 《面对面》                                 | ？年           | 新闻频道                |
| 方静             | 女   | 辞职定居台湾，2015年去世                                                             | 《东方时空》                               | 2009年         | 新闻频道                |
| 崔永元           | 男   | 辞职，后调入中国传媒大学工作。                                                       | 《实话实说》《小崔说事》《谢天谢地你来啦》 | 2013年9月      | 综合频道 新闻频道       |
| 赵普             | 男   | 调入CCTV-1，现已辞职，后转投爱奇艺                                                   | 《朝闻天下》《晚间新闻》                   | 2015年11月1日  | 新闻频道→综合频道       |
| 刘羽             | 女   | 原因不明                                                                             | 《午夜新闻》                               | 2013年         | 新闻频道                |
| 郑莺燕           | 女   | 原因不明                                                                             | 《法治在线》                               | ？年           | 新闻频道                |
| 曹煊一           | 女   | 原因不明                                                                             | 《央视论坛》《360°》                       | ？年           | 新闻频道                |
| 董关鹏           | 男   | 调入中国传媒大学                                                                     | 《媒体广场》                               | ？年           | 新闻频道                |
| 杨晨             | 女   | 转做配音员                                                                           | 《国际时讯》                               | 2016年         | 新闻频道                |
| 张羽             | 男   | 辞职，现为北京字节跳动副总裁                                                         | 《东方时空》                               | 2018年 8月12日 | 新闻频道                |
| 刘佳颖           | 女   | 未通过出镜考核的实习播音员，后转投湖南广播电视台                                     | 《新闻直播间》                             | 2018年         | 新闻频道                |
| 张宇维           | 女   | 未通过出镜考核的实习播音员，后转投北京广播电视台                                     | 《新闻直播间》                             | 2018年         | 新闻频道                |
| 燕兆麟           | 男   | 未通过出镜考核的实习播音员，转投怀柔电视台，后调入北京广播电视台                     | 《新闻直播间》                             | 2018年         | 新闻频道                |
| 王峰             | 男   | 未通过出镜考核的实习播音员，后转投凤凰卫视                                           | 《新闻直播间》                             | 2013年         | 新闻频道                |
| 孙炜航           | 男   | 未通过出镜考核的实习播音员，后转投嘉兴电视台                                         | 《新闻直播间》                             | 2012年         | 新闻频道                |
| 刘奕呈           | 男   | 未通过出镜考核的实习播音员，转投杭州电视台，后调入辽宁广播电视台                     | 《新闻直播间》                             | 2012年         | 新闻频道                |
| 施跃昇           | 男   | 未通过出镜考核的实习播音员，后转投浙江广播电视台                                     | 《新闻直播间》                             | 2016年         | 新闻频道                |
| 张然             | 男   | 未通过出镜考核的实习播音员，去向不明                                                 | 《新闻直播间》                             | 2016年         | 新闻频道                |
| 郝君怡           | 女   | 未通过出镜考核的实习播音员，去向不明                                                 | 《新闻直播间》                             | 2016年         | 新闻频道                |
| 郑重             | 男   | 未通过出镜考核的实习播音员，后转投河北广播电视台                                     | 《新闻直播间》                             | 2016年         | 新闻频道                |
| 齐翔宇           | 男   | 未通过出镜考核的实习播音员，去向不明                                                 | 《新闻直播间》                             | 2016年         | 新闻频道                |
| 李嘉欣（李欣燃） | 女   | 未通过出镜考核的实习播音员，去向浙江卫视新闻中心                                     | 《新闻直播间》                             | 2016年         | 新闻频道                |
| 王戈             | 女   | 未通过出镜考核的实习播音员，去向不明                                                 | 《新闻直播间》                             | 2012年         | 新闻频道                |
| 张东岳           | 男   | 未通过出镜考核的实习播音员，去向不明                                                 | 《新闻直播间》                             | 2016年         | 新闻频道                |
| 戚峰硕           | 男   | 未通过出镜考核的实习播音员，去向不明                                                 | 《新闻直播间》                             | 2016年         | 新闻频道                |
| 朱晓仪           | 男   | 未通过出镜考核的实习播音员，去向不明                                                 | 《新闻直播间》                             | 2016年         | 新闻频道                |
| 顾格格           | 女   | 辞职，去向不明                                                                       | 《NEWS DESK》                              | 2015年10月15日 | 英语新闻频道            |
| 尹航             | 男   | 辞职，现转投新传媒亚洲新闻台                                                         | 《NEWS DESK》                              | 2015年8月18日  | 英语新闻频道            |
| 杨柳             | 男   | 调入中央新闻纪录电影制片厂工作。                                                     | 《新闻联播》《音乐传奇》                   | 2013年12月21日 | 综合频道 音乐频道       |
| 李咏             | 男   | 调入中国传媒大学工作，现已去世。                                                     | 《幸运52》《非常6+1》                      | 2013年3月15日  | 财经频道 综艺频道       |
| 芮成钢           | 男   | 被公安机关调查，其后被判处有期徒刑。                                                 | 《环球财经连线》                           | 2014年7月10日  | 财经频道                |
| 毕福剑           | 男   | 因饭桌视频事件转居幕后。                                                             | 《星光大道》《假期七天乐》                 | 2015年7月7日   | 综合频道 综艺频道       |
| 陈鲁豫           | 女   | 辞职，现转投凤凰卫视。                                                               | 《艺苑风景线》                             | 1996年         | 新闻综合频道            |
| 杨澜             | 女   | 辞职，现创立阳光传媒。                                                               | 《正大综艺》                               | 2000年         | 新闻综合频道            |
| 沈力             | 女   | 退休，现已去世                                                                       | 《中国中央电视台新闻》《夕阳红》           | 1997年         | 新闻综合频道            |
| 许戈辉           | 女   | 辞职，现转投凤凰卫视。                                                               | 《正大综艺》                               | 1996年         | 新闻综合频道            |
| 方宏进           | 男   | 辞职，后转投东方卫视。                                                               | 《焦点访谈》                               | 2003年         | 综合频道                |
| 王利芬           | 女   | 辞职，后创办北京优视米。                                                             | 《新闻调查》                               | 2009年         | 新闻频道 社会与法频道   |
| 李娟             | 女   | 退休。                                                                               | 《中国中央电视台新闻》《新闻联播》         | ？年           | 新闻综合频道            |
| 文清             | 女   | 辞职，后转投中国电视剧制作中心、吉林卫视。                                           | 《生活》《音画时尚》                       | ？年           | 综艺频道                |
| 何炅             | 男   | 调入湖南卫视工作。                                                                   | 《七巧板》                                 | 1998年3月      | 少儿·军事·农业·科技频道 |
| 马斌             | 男   | 辞职，后转投凤凰卫视。                                                               | 《第一时间》                               | 2010年6月      | 财经频道                |
| 张悦             | 女   | 不明（已退休？）                                                                     | 《夕阳红》                                 | ？年           | 综合频道                |
| 赵忠祥           | 男   | 不明（已退休？），现已去世                                                           | 《新闻联播》                               | ？年           | 综合频道                |
| 倪萍             | 女   | 退休                                                                                 | 《等着我》                                 | ？年           | 综合频道                |
| 肖晓琳           | 女   | 退休，现已去世                                                                       | 《今日说法》                               | ？年           | 综合频道                |
| 周洲             | 女   | 辞职                                                                                 | 《大风车》等                               | 2016年9月      | 少儿频道                |
| 肖艳             | 女   | 退居幕后                                                                             | 《24小时》                                 | 2018年1月      | 新闻频道                |
| 刘语熙           | 女   | 辞职，后转投乐视体育及腾讯视频。                                                     |                                            | 2015年12月     | 体育频道                |
| 王小骞           | 女   | 辞职，现为家庭主妇                                                                   | 《为你服务》、《交换空间》等               | 2019年         | 财经频道                |
| 周佳仪           | 女   | 辞职，现移民美国留学。                                                               | 《新闻袋袋裤》                             | 2009年         | 少儿频道                |
| 田燕南           | 女   | 辞职，现为IBM全球企业咨询服务部高级咨询顾问。                                        | 《新闻袋袋裤》、《大风车》等               | 不明           | 少儿频道                |
| 高文竹           | 女   | 辞职，现在于美国DMG公司工作。                                                        | 《新闻袋袋裤》、《大风车》等               | 不明           | 少儿频道                |
| 季家希           | 女   | 调入北京师范大学，后任职于北京三多堂传媒股份有限公司。                               | 《新闻袋袋裤》、《大风车》等               | 2013年7月      | 少儿频道                |
| 李恺悦           | 男   | 去向不明。                                                                           | 《新闻袋袋裤》                             | 2013年         | 少儿频道                |
| 刘慈航           | 男   | 辞职，现为北京希悦科技有限责任公司CEO。                                              | 《新闻袋袋裤》、《大风车》等               | 不明           | 少儿频道                |
| 蒋睆             | 男   | 辞职，现为新加坡新传媒8频道新闻主播。                                                | 《新闻袋袋裤》、《大风车》等               | 不明           | 少儿频道                |
| 霍静婷           | 女   | 辞职，转做模特                                                                       | 《新闻袋袋裤》                             | 2013年         | 少儿频道                |
| 张颖乔           | 女   | 去向不明                                                                             | 《新闻袋袋裤》                             | 2013年7月5日   | 少儿频道                |
| 靖文朵           | 女   | 去向不明                                                                             | 《新闻袋袋裤》                             | 2013年2月28日  | 少儿频道                |
| 杨天翔           | 男   | 转任配音演员                                                                         | 《新闻袋袋裤》                             | 不明           | 少儿频道                |
| 赵赫             | 男   | 退休，现已去世                                                                       | 《经济半小时》                             | 2021年         | 财经频道                |
| 王世林           | 男   | 退居幕后，现为中央广播电视总台农业农村节目中心副召集人                               | 《今日關注》《中国舆论场》《深度國際》     | 2021年1月14日  | 中文國際頻道            |
| 海霞             | 女   | 辞职                                                                                 | 《新闻联播》《新闻直播间》                 | 2022年6月20日  | 综合频道 新闻频道       |
| 绿泡泡           | 男   | 退居幕后                                                                             | 《智慧树》                                 | 2024年5月      | 少儿频道                |
| 顾国宁           | 男   | 2024年10月29日去世                                                                   | 《新闻直播间》《晚间新闻》                 | ？年           | 综合频道 新闻频道       |